# Dangha
Dangha is een gemeente (commune) in de regio Timboektoe in Mali. De gemeente telt 13.000 inwoners (2009).
De gemeente bestaat uit de volgende plaatsen:
- Akatof Oska
- Bara
- Bokoïcoïra
- Dabaraciré
- Dangha
- Kacondji
- Kel Tadak 1
- Kel Tadak 2
- Koria
- Koura
- Kouzina
- Sakoïra
- Sandiar
- Taoussa
- Tilemedess